# Westland PV-3
Die Westland PV-3 war ein von Westland Aircraft in den 1930er-Jahren gebauter zweisitziger britischer Torpedobomber. Es handelte sich um eine private Entwicklung (P.V. = Private Venture) auf Basis der Westland Wapiti und wurde nie in Serie gefertigt. Es war eines der beiden Flugzeuge, die gemeinsam erstmals den Mount Everest überflogen.

## Geschichte
Ziel der Entwicklung dieses 1931 erstmals geflogenen Flugzeugs war es, beim britischen Air Ministry Interesse für eine Torpedobomber-Version der Westland Wapiti zu wecken. Nachdem dies misslungen war, rüstete man das als G-ACAZ registrierte Musterflugzeug um. Es erhielt eine zusätzliche hintere Kabine und einen 391 kW starken Motor des Typs Bristol Pegasus, um damit 1933 den Versuch zu unternehmen, den Mount Everest zu überfliegen. Bei einem in Yeovil gestarteten Versuchsflug erreichte das Flugzeug am 25. Januar 1933 eine Höhe von 35.000 Fuß (10.668 Meter).
Am 3. April 1933 war die Westland PV-3, geflogen von Lord Clydesdale und in Begleitung einer Westland PV-6, eines der ersten beiden Flugzeuge, die den Mount Everest überflogen. Im Juli desselben Jahres wurde es in einem Selfridges-Kaufhaus in London ausgestellt.
Im Dezember 1933 wurde es mit dem militärischen Kennzeichen „K4048“ der Bristol Aeroplane Company als Versuchsträger für Motoren übergeben. Das Flugzeug wird gelegentlich zu Ehren von Lady Houston, welche die Expedition im Jahre 1933 finanziert hatte, auch als „Houston-Westland“ bezeichnet.

## Technische Daten
| Kenngröße             | Daten                                  |
| --------------------- | -------------------------------------- |
| Besatzung             | 2                                      |
| Länge                 | 10,41 m                                |
| Spannweite            | 14,17 m                                |
| Höhe                  |                                        |
| Flügelfläche          | 46,45 m²                               |
| Flügelstreckung       |                                        |
| Leermasse             | 1624 kg                                |
| Startmasse            | 2209 kg                                |
| Höchstgeschwindigkeit | 262 km/h                               |
| Dienstgipfelhöhe      | 10.668 m                               |
| Reichweite            |                                        |
| Triebwerke            | 1 × Bristol Pegasus-Sternmotor, 391 kW |
| Bewaffnung            |                                        |